# Lophuromys brevicaudus
Lophuromys brevicaudus är en gnagare i släktet borstpälsade möss som förekommer i Etiopien.
Arten blir 9,6 till 13,4 cm lång (huvud och bål), har en 5,0 till 6,6 cm lång svans och väger 29 till 60 g. Bakfötterna är 1,9 till 2,2 cm långa och öronen är 1,5 till 1,9 cm stora. Den har ungefär samma pälsfärg som Lophuromys chrysopus med undantag av gråa bakfötter. Dessutom är svansen hos Lophuromys brevicaudus kortare medan klorna är längre.
Denna gnagare förekommer med tre från varandra skilda populationer i Etiopiens högland. Utbredningsområdet ligger 2400 till 3750 meter över havet. Habitatet utgörs av gräsmarker med några buskar av klockljungssläktet. Ibland besöks angränsande skogar.
Individerna är främst aktiva på morgonen men de kan vara aktiva under andra tider på dagen eller på natten. De sover i underjordiska bon. Enligt undersökningar av mag- tarmsystemet har arten troligen växter som föda. Detta råttdjur visade inga aggressioner mot artfränder eller mot Lophuromys chrysopus.
Intensiv skötsel av boskapsdjur kan förändra habitatet och påverka arten negativ. Uppdelningen i tre populationer minskar den genetiska mångfalden. IUCN listar arten som nära hotad (NT).